# Lovas Edit
Lovas Edit (Újkécske, 1931. március 25. – Budapest, 1995.) magyar színházi rendező, színházgazgató.

## Életpályája
Újkécskén született, 1931. március 25-én. 
1949-től a Színház- és Filmművészeti Főiskola színházrendező szakos hallgatója, 1953-ban kapta meg diplomáját. Rendezőként a debreceni Csokonai Színházban kezdte pályáját. 1955 és 1959 között a József Attila Színház tagja volt, majd hat évadot a kecskeméti Katona József Színházban töltött. 1965-től a szolnoki Szigligeti Színházhoz szerződött. 1969-től a Bartók Gyermekszínházban dolgozott. 
Az 1970–71-es évadban Veszprémi Petőfi Színházban, a Miskolci Nemzeti Színházban és Kecskeméten rendezett. 1972-től 1981-ig a Békés Megyei Jókai Színház rendezője, 1973 és 1977 között a színház igazgatója volt.

## Fontosabb rendezései
- Bródy Sándor: A tanítónő
- Gaetano Donizetti: Szerelmi bájital
- Mesterházi Lajos: A tizenegyedik parancsolat
- William Shakespeare: Rómeó és Júlia
- William Shakespeare: A makrancos hölgy
- Niccolò Machiavelli: Mandragóra
- Carlo Goldoni: A hazug
- Eugene O’Neill: Boldogtalan hold
- Németh László: Villámfénynél
- Nóti Károly: Nyitott ablak
- Huszka Jenő: Mária főhadnagy
- Kálmán Imre: Cirkuszhercegnő
- Jacobi Viktor: Leányvásár
- Köves József: Nyakigláb, Csupaháj, Málészáj
- Bornemisza Péter: Magyar Elektra
- Kocsis István: Árva Bethlen Kata
- Kocsis István: Bolyai János estéje
- Giulio Scarnacci - Renzo Tarabusi: Kaviár és lencse
- Victorien Sardou - Émile de Najac: Váljunk el!
- Eugène Scribe: Sakk-matt
- Wolfgang Kolhaase: Hal négyesben
- Örsi Ferenc: Princ, a civil
- Baranyi Ferenc: A lónak vélt menyasszony